# Hyphydrus decemmaculatus
Hyphydrus decemmaculatus är en skalbaggsart som beskrevs av Wehncke 1877. Hyphydrus decemmaculatus ingår i släktet Hyphydrus och familjen dykare. Inga underarter finns listade i Catalogue of Life.